# Slobodan Mileusnić
Slobodan G. Mileusnić (Goveđe Polje kod Daruvara, 9. travnja 1947. – Beograd, 22. studenoga 2005.), povjesničar umjetnosti, tajnik Odjela za likovne umjetnosti Matice srpske.
Osnovnu školu je završio u rodnom mjestu i u Trojeglavi, a Bogosloviju "Sveti Sava" u Beogradu (1968). Iste godine upisao je Teološki fakultet na kome je diplomirao 1973. Na Filozofskom fakultetu ("Istorija umetnosti, muzeološki smer") diplomirao je 1977. godine. Usavršavao se u Njemačkoj, na poslijediplomskim studijima i obranio (1984) magistarski rad "Srpsko slikarstvo 17. i 18. veka u Slavoniji" na Filozofskom fakultetu Sveučilišta u Beogradu. Na istom Fakultetu obranio je (2004.) doktorsku tezu "Požeška mitropolija". Od 1975. zaposlen je u  Srpskoj patrijaršiji, u Muzeju Srpske pravoslavne crkve. Glavni je i odgovorni urednik revije "Srpska pravoslavna crkva – njena prošlost i sadašnjost" (1985. – 1989.) i glavni i odgovorni urednik lista "Pravoslavlje" (1889. – 1992). Sudionik je brojnih znanstvenih skupova u Srbiji i inozemstvu. Upravnik je Muzeja Srpske pravoslavne crkve, koordinator "Saveta za obnovu hramova i kulturne baštine Srpske crkve" i tajnik Svetog arhijerejskog sinoda. Član je Republičkog odbora za obnovu manastira Hilandar, zatim član Upravnog odbora Narodnog muzeja u Beogradu, Matice srpske u Novom Sadu, odnosno Galerije Matice srpske i "Kulturno-prosvetne zajednice Srbije". Dobitnik je više priznanja iz oblasti zaštite crkveno-umjetničkog naslijeđa,  muzeologije i djelovanja u oblasti kulture (plaketa Mihajlo Valtrović, Zlatni beočug grada Beograda i drugo).

### Posebna izdanja:
1. "Manastir Dragović", Beograd, 1986.
2. "Muzej Srpske pravoslavne crkve", Beograd, 1987. i 2001.
3. "Sveti Srbi", Kragujevac, 1987, 2000. i 2003.
4. "Sveti Stefan Štiljanović – ratnik i svetac", Beograd, 1992.
5. "Manastir Krka, Beograd, 1994. i 2001.
6. "The monastery of Krka", Belgrade, 1994. i 2001.
7. "Duhovni genocid 1991–1993", Beograd, 1994. (dva izdanja)
8. "Vodič kroz  manastire u Srbiji, Beograd, 1995.
9. "Duhovni genocid 1991–1995–(1997)", Beograd, 1997.
10. "Srednjovekovni manastiri Srbije (usporedo na engleskom i srpskom), Beograd, 1995. (dva izdanja), 1986. i 1998.
11. "Hilandar", Novi Sad, 1998.
12. "Svetinje  Kosova i  Metohije, Beograd 1999. i 2001.
13. "Ruinele ortodoxiei Iugoslavia, Biserici si manastiri ortodoxe sarbe distruse, panarite si devastate 1991–1999",  Bucureşti, 1999.
14. "Manastiri Srbije", Beograd 2002. i 2003.
15. "Srpski manastiri (od Hilandara do Libertvila)", Beograd, 2004.

### Članci i studije objavljeni u publikacijama Matice srpske:
1. "Slikar Ostoja Mrkojević i njegovo ikonopisačko delo", "Zbornik Matice srpske za likovne umetnosti", broj 21, Novi Sad, 1985, str. 353–368.
2. "Izvod iz opisa  Budimske eparhije sredinom XVIII veka", "Sveske Matice srpske – građa i prilozi za kulturnu i društvenu istoriju", broj 5, Novi Sad, 1987, str. 27–41.
3. "Sudbina riznice manastira  Grgetega", "Zbornik Matice srpske za likovne umetnost", broj 24, Novi Sad, 1988, str. 307–330.
4. "Vizantina u crkvenom slikarstvu  Slavonije", "Zbornik Matice srpske za likovne umetnosti", broj 34-35, Novi Sad, 2003, str. 19–30.
5. "Revizija ustava Matice srpske 1860. godine", "Sveske Matice srpske – građa i prilozi za kulturnu i društvenu istoriju", broj 10, Novi Sad, 2003, str. 5–43.

Pored toga objavio je preko petsto studija, članaka, prikaza, predgovora, enciklopedijskih članaka, intervjua u domaćoj i stranoj periodici, zbornicima radova i u enciklopedijama.